# Билион (Француска)
Билион (фр. Bullion) насеље је и општина у Француској у региону Париски регион, у департману Ивлен која припада префектури Рамбује.
По подацима из 2011. године у општини је живело 1951 становника, а густина насељености је износила 93,35 становника/km². Општина се простире на површини од 20,9 km². Налази се на средњој надморској висини од 104 метара (максималној 178 m, а минималној 93 m).

## Демографија
| 1962. | 1968. | 1975. | 1982. | 1990. | 1999. | 2011. |
| ----- | ----- | ----- | ----- | ----- | ----- | ----- |
| 643   | 738   | 1.303 | 1.293 | 1.703 | 1.799 | 1.951 |

График промене броја становника у току последњих година